# قوس جيت واي
قوس جيت واي أو قوس المدخل هو قوس من الفولاذ غير القابل للصدأ يقع في سانت لويس قام بتصميمه المهندس المعماري يويو سارينين في مسابقة التصميم عام 1947، بدأ العمل عليه عام 1961، وانتهى عام 1966 بطول 630 قدم ومساحة 630 قدم رأسًا وأساس 60 قدم تحت الأرض.